# Lingua ubang
L'ubang è una lingua bendi della Nigeria. È noto per avere parole diverse per i parlanti maschili e femminili. Le differenze nel vocabolario sono considerate maggiori di quelle tra l'inglese britannico e americano, ad esempio, poiché molte parole non hanno né suoni né ortografia simili. Uomini e donne sono in grado di capirsi, tuttavia, poiché i bambini parlano la lingua femminile fino a circa dieci anni di età.
Non è noto esattamente quale proporzione di parole sia diversa nelle due forme di discorso; non esiste uno schema preciso, ad esempio se le parole sono comunemente usate, correlate o collegate a ruoli tradizionali per uomini o donne. L'antropologo Chi Chi Undie, che ha studiato la comunità, ha commentato: "Sono quasi come due lessici diversi [...] Ci sono molte parole che uomini e donne condividono, poi ce ne sono altre che sono totalmente diverse a seconda del sesso del parlante. Non suonano allo stesso modo, non hanno le stesse lettere, sono parole completamente diverse".

## Esempi di parole in ubang maschile e femminile
| Italiano  | Ubang maschile | Ubang femminile |
| --------- | -------------- | --------------- |
| cane      | abu            | akwakwe         |
| albero    | kitchi         | okweng          |
| acqua     | bamuie         | amu             |
| tazza     | nko            | ogbala          |
| vestiario | nki            | ariga           |
| cespuglio | bibian         | déyirè          |
| capra     | ibue           | obi             |